# Misa en memoria de Aldo Moro

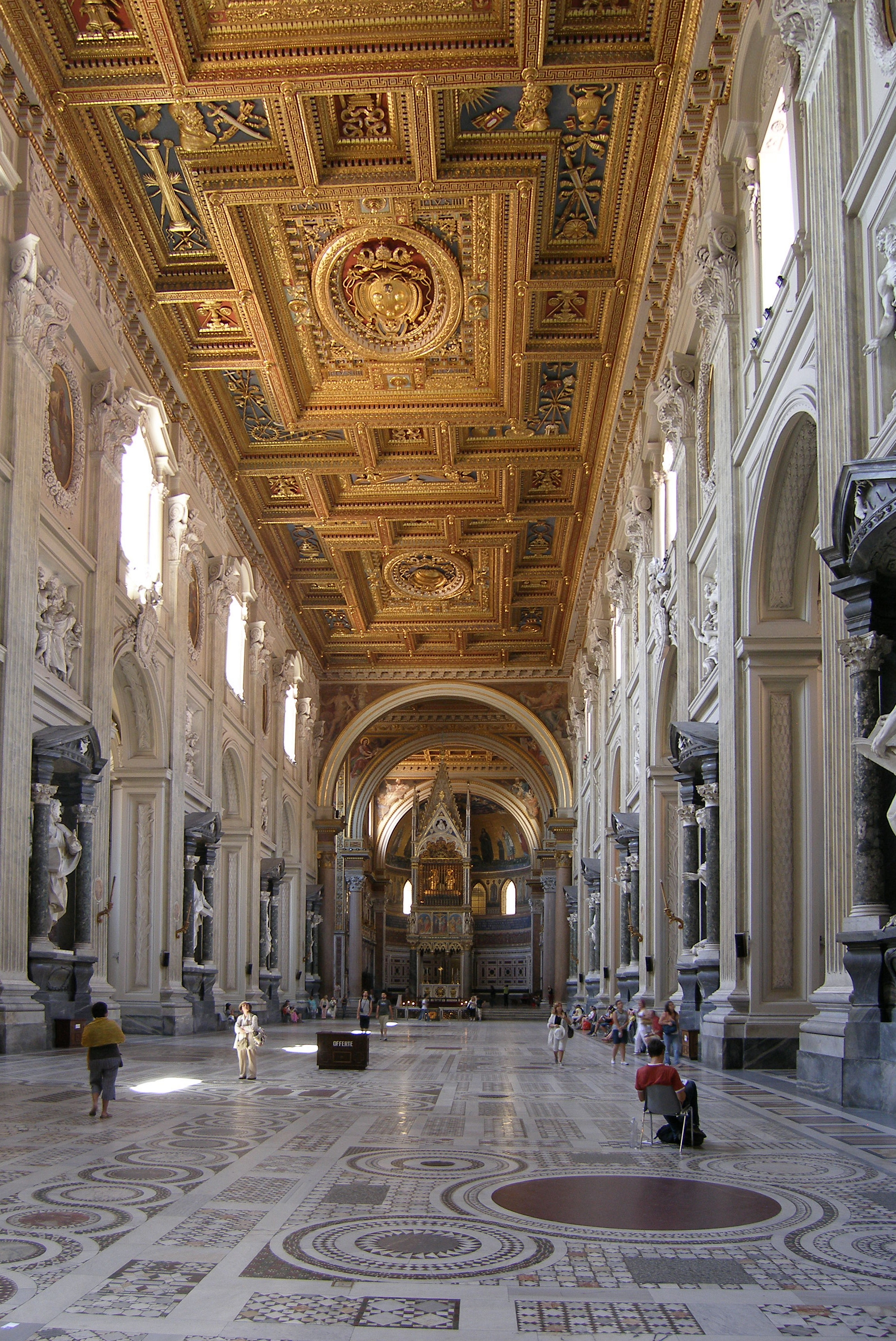
Vista de la nave central de la basílica de San Juan de Letrán en la que se celebró la misa.

La misa en memoria de Aldo Moro fue un acto litúrgico católico celebrado el 13 de mayo de 1978 en Roma, conocido por su importancia religiosa y política, tras el secuestro y asesinato de ese político italiano.

## Historia

### Antecedentes
Aldo Moro, jefe de la Democracia Cristiana de Italia, fue ejecutado por miembros de las Brigadas Rojas tras 55 días de secuestro el 9 de mayo de 1978. En el marco de su secuestro el pontífice Pablo VI, cercano a político, había pedido su liberación en distintas ocasiones, a través de comunicaciones públicas, desde una carta hasta durante el rezo del Ángelus.
Tras la indicación hecha por la banda, el cuerpo fue descubierto en el maletero de un coche, siendo fotografiada la escena por múltiples periodistas.

Cuatro días después se decidió realizar un funeral de estado en Roma, que sería presidido por el pontífice. La presidencia del pontífice se consideró un hecho extraordinario, al no haber asistido antes un papa al funeral de un político y menos aún, presidiéndolo. La sala de prensa del Vaticano definió que mediante esta decisión Pablo VI:
desea en este modo honrar la memoria del estadista desaparecido y dar un signo de particular afecto a la nación italiana.

### Desarrollo
La misa se celebró en la archibasílica de San Juan de Letrán, elegida por ser catedral de Roma y sede de Pablo VI como obispo de esta diócesis. El día elegido era víspera de Pentecostés y el pontífice que presidía la ceremonia decidió celebrar la misa que correspondía en el calendario litúrgico, descartando una misa de difuntos o funeral.
Asistieron al acto los hermanos de Aldo Moro y sus sobrinos, no así su viuda e hijos. Se ha apuntado que su falta de participación en la misa se debiera al contenido en ese sentido de alguna de las cartas de Aldo Moro durante su secuestro.
Asimismo al acto asistieron el presidente de la República italiana, Giovanni Leone; otras altas autoridades de la República italiana y su gobierno, así como miembros de la dirección del partido del asesinado. Distintos países enviaron delegaciones oficiales, entre ellos:
- Bélgica representada por su primer ministro, Leo Tindemans.
- Holanda representada por su primer ministro, Dries van Agt.
- Luxemburgo, también representada por su primer ministro, Gaston Thorn.
- España envío al presidente del Congreso de los Diputados, Ramón Álvarez de Miranda al frente de la delegación.

El pontífice llegó en silla gestatoria a la celebración. El cardenal vicario de la diócesis de Roma, Ugo Polleti celebró una misa, correspondiente a la vigilia de Pentecostés.

Tras la misa, Pablo VI predicó una oración de su autoría que incluía pasajes como:
Que nuestro corazón sepa perdonar el ultraje, injusto e inmoral, contra este hombre bueno, benigno, sabio, inocente y amigo.
Pablo VI moriría unos meses después, el 6 de agosto de ese año.